# De Corpo e Alma (telenovela)
De Corpo e Alma é uma telenovela brasileira que foi produzida e exibida pela TV Globo de 3 de agosto de 1992 até 5 de março de 1993, com 185 capítulos. Substituindo Pedra sobre Pedra e sendo substituída por Renascer, foi a 46ª "novela das oito" a ser transmitida pela emissora.  
Criada por Gloria Perez e dirigida por Fábio Sabag e Ivan Zettel, teve direção geral e núcleo de Roberto Talma. 
Contou as participações de Tarcísio Meira, Cristiana Oliveira, Victor Fasano, Beatriz Segall, Carlos Vereza, Betty Faria, Nathalia Timberg e José Mayer.
A telenovela ficou marcada pela morte de Daniella Perez, filha da autora e interprete da personagem Yasmin, que foi assassinada pelo colega de elenco Guilherme de Pádua e Paula Thomaz, mulher de Pádua na época. Na trama, Pádua vivia o personagem Bira, com quem Yasmin tinha um triângulo amoroso juntamente com Caio, personagem de Fábio Assunção. Durante o período em que o crime estava sendo elucidado, os autores Gilberto Braga e Leonor Bassères assumiram a responsabilidade de escrever os capítulos e apresentar uma alternativa para o desaparecimento dos dois personagens. Depois do crime elucidado, Gloria Perez retomou o trabalho e conduziu a novela até o fim. A autora incluiu mais dois assuntos polêmicos na trama: a morosidade da Justiça e a inadequação do Código Penal.

## Enredo
Diogo, um juiz íntegro, sente o seu casamento com Antônia desmoronar ao se apaixonar novamente por Betina, um grande amor do passado. No entanto, o amor à família faz com que Diogo desista de vez da mulher amada, que morre num acidente de carro depois de uma discussão com ele. Seu coração é transplantado imediatamente em Paloma, uma jovem de mente aberta casada com o stripper Juca, que trabalha no Clube das Mulheres. Depois do transplante, Paloma se apaixona por Diogo, para desconsolo de Antônia, que tem um filho com Diogo (Felipe). Enquanto isso, Juca torna-se o protegido do misterioso Vidal e faz sucesso na boate, acabando por se tornar amante de Stella, uma rica senhora.

## Elenco
| Intérprete          | Personagem                            |
| ------------------- | ------------------------------------- |
| Tarcísio Meira      | Diogo Santos Varela                   |
| Cristiana Oliveira  | Paloma Bianchi                        |
| José Mayer          | Carlos Henrique Lopes Jordão (Caíque) |
| Betty Faria         | Antônia Santos Varela                 |
| Victor Fasano       | Joaquim José Marcondes (Juca)         |
| Beatriz Segall      | Stella Mendes Peixoto                 |
| Carlos Vereza       | Edilson Vidal (Vidal)                 |
| Nathalia Timberg    | Nágila Pastore                        |
| Maria Zilda Bethlem | Beatriz Lopes Jordão (Bia)            |
| Stênio Garcia       | Domingos Bianchi                      |
| Marilu Bueno        | Maria Lúcia Bianchi (Lacy)            |
| Eva Todor           | Maria Carolina Pastore (Calu)         |
| Hugo Carvana        | Agenor Pinheiro                       |
| Renée de Vielmond   | Helena                                |
| Daniella Perez      | Yasmin Bianchi                        |
| Fábio Assunção      | Caio Pastore                          |
| Hugo Gross          | Otávio Pastore (Tavinho)              |
| Guilherme Leme      | Agenor Pinheiro (Gino)                |
| Vera Holtz          | Simone Guedes                         |
| Ewerton de Castro   | Antônio Guedes (Guedes)               |
| Eri Johnson         | Reginaldo Freitas                     |
| Guilherme de Pádua  | Birajara (Bira)                       |
| Aracy Cardoso       | Célia Pinheiro (Celinha)              |
| Maria Regina        | Guiomar Freitas                       |
| Carla Daniel        | Sheila Maria Freitas                  |
| Neusa Borges        | Tereza (Terê)                         |
| Tonico Pereira      | Osvaldo (Vado)                        |
| Maurício Branco     | Felipe Santos Varela                  |
| Mário Lago          | Desembargador Veiga Neto              |
| Marcelo Picchi      | Atílio                                |
| João Vitti          | Fernando Azevedo (Nando)              |
| Lizandra Souto      | Patrícia Maria Guedes (Patty)         |
| Marcelo Faria       | José Alberto Guedes (Beto)            |
| Paulette            | Inácio                                |
| Juliana Teixeira    | Verinha                               |
| Patrícia Novaes     | Aninha                                |
| Márcia Real         | Sálvia Lopes                          |
| Ida Gomes           | Bela Lopes Jordão                     |
| Rejane Goulart      | Júlia                                 |
| Desirée Vignolli    | Mércia                                |
| Melise Maia         | Neuma                                 |
| Eduardo Caldas      | Pinguim                               |
| Aron Hassan         | Júnior                                |

### Participações especiais
| Intérprete        | Personagem                                                    |
| ----------------- | ------------------------------------------------------------- |
| Bruna Lombardi    | Betina Lopes Jordão                                           |
| Paulo Figueiredo  | Médico de Paloma                                              |
| Hemílcio Fróes    | Dr. Ribeiro                                                   |
| Milton Gonçalves  | Juiz no caso da troca de crianças                             |
| Nildo Parente     | Juiz no caso da sindicância de Diogo                          |
| Márcia Rodrigues  | Marisa                                                        |
| Duda Ribeiro      | Fábio                                                         |
| Norton Nascimento | Marco                                                         |
| Ivone Hoffman     | Enfermeira                                                    |
| Luiz Magnelli     | Delegado de polícia                                           |
| Lucy Mafra        | Empregada de Antônia                                          |
| Ivan Senna        | Advogado                                                      |
| Heloísa Perissé   | Moça que compra sandálias Azaleia na loja onde Patty trabalha |
| Marcos Borges     | Psiquiatra de Reginaldo                                       |

## Produção
Além de abordar os temas de transplante e doação de órgãos, a autora apresentou na trama, a inversão de papéis entre homens e mulheres. Para isso, usou as boates de striptease masculino e acabou ajudando a popularizar os Clubes das Mulheres, que proliferaram no país. Só na semana de estreia de De Corpo e Alma, o Instituto do Coração (INCOR), em São Paulo, que havia dois meses, não recebia uma única doação, recebeu nove órgãos para transplante.
Com a estranha figura de Reginaldo (Eri Johnson), a trama abordou também a subcultura gótica, que surgiu na Inglaterra no final da década de 70. A novela marcava a estreia da atriz Cristiana Oliveira na TV Globo, vinda de três produções da Rede Manchete: Kananga do Japão, em 1989, Pantanal, em 1990 e Amazônia, em 1991.
De Corpo e Alma foi coproduzida pela emissora portuguesa SIC (Sociedade Independente de Comunicação). Na época, a Rede Globo detinha 15% das ações desse canal. 
A novela que substituiria Pedra Sobre Pedra em 1992 seria Renascer, de Benedito Ruy Barbosa. O autor estava de volta a TV Globo após o sucesso estrondoso que foi Pantanal em 1990 na TV Manchete. Porém, com o atraso na produção da novela de Benedito, Gloria Perez passou a frente e escreveu "De Corpo e Alma" depois do sucesso de Barriga de Aluguel no ano anterior as 18h. A novela também marcou o retorno da novelista ao horário nobre da TV Globo, 8 anos após o término de Partido Alto, em 1984. 

## Repercussão

### Audiência
Sua média geral foi de 52 pontos.
De Corpo e Alma é a novela de Gloria Perez com o maior índice de audiência até 2024.

### Assassinato de Daniella Perez
No decorrer das gravações da novela, a atriz Daniella Perez, na época com 22 anos, filha da autora Gloria Perez e que interpretava Yasmin na trama, foi brutalmente assassinada pelo seu colega de elenco Guilherme de Pádua (personagem Bira) e pela mulher dele, Paula Thomaz, na noite de 28 de dezembro de 1992. Ambos foram condenados a dezenove anos de prisão, mas por apresentarem bom comportamento, cumpriram apenas sete anos, tendo sido soltos em 1999.
O assassinato de Daniella, na noite de 28 de dezembro, ocorreu no mesmo horário em que ia ao ar o capítulo 127, por volta das 21h30.  
A atriz finalizou a gravação do bloco de capítulos previstos para o dia, então ao sair dos Estúdios Tycoon, Daniella Perez parou em um posto de combustíveis na Avenida das Américas, onde na saída foi emboscada e desacordada com um soco desferido por Guilherme de Pádua. Ele tomou a direção de seu Escort, e sua então esposa conduziu o carro do ator até ambos estacionarem a Rua Cândido Portinari, próximo ao Condomínio Rio Mar Portinari, onde a atriz foi apunhalada e seu corpo abandonado, já sem vida, em um terreno baldio.  
Naquele mesmo dia havia sido gravada a cena do rompimento do casal Yasmin e Bira, respectivamente os personagens de Daniella e Guilherme (assassino da atriz). Tal cena nunca foi ao ar na novela, apesar de ser exibida nos telejornais da TV Globo no dia da tragédia.
Durante a semana em que o crime estava sendo elucidado, os autores Gilberto Braga e Leonor Bassères reescreveram a trama, com a missão de dar o fim aos personagens Bira e Yasmim. Depois de uma semana, Gloria Perez retomou seu trabalho e aproveitou para incluir mais dois assuntos polêmicos na trama: a morosidade da justiça e a inadequação do código penal brasileiro.
As últimas cenas de Daniella Perez como Yasmin foram ao ar no último bloco do capítulo 146 em 19 de janeiro de 1993. Ao final do capítulo, os atores e o diretor Fábio Sabag prestaram uma homenagem à atriz, com depoimentos gravados, e a história prosseguiu. A saída de Yasmin da novela foi explicada com uma viagem de estudos, uma vez que a personagem era dançarina. Já o personagem Bira apareceu pela última vez no capítulo 131, exibido em 1.° de janeiro de 1993, com o motorista de ônibus iniciando os trabalhos e logo depois, Inácio (Paulette) aparece com os documentos do transporte de Bira, justificando que ele foi morar com os pais e levou a irmã, Verinha (Juliana Teixeira), sendo esse o seu "desfecho", apesar de alguns sites informarem que o personagem simplesmente sumiu sem maiores explicações após o veto com a tragédia. Estas seriam as últimas cenas do último capítulo, encerrando a novela. 
Após o término de "De Corpo e Alma", a autora Gloria Perez ficou afastada das novelas até 1995, quando retornou ao horário com "Explode Coração", que estreou em 6 de novembro de 1995. 
Em 21 de julho de 2022, o serviço de streaming pago HBO MAX lançou o documentário Pacto Brutal - O Assassinato de Daniella Perez, que mostra detalhes do crime, investigações e julgamento dos acusados.
No dia 6 de novembro de 2022, Guilherme de Pádua morreu de ataque cardíaco fulminante.

## Exibição
A única reapresentação que a novela teve foi pelo canal português SIC, para cumprir uma obrigação contratual entre as emissoras, já que a novela foi uma coprodução com o canal português, que o Grupo Globo detinha, à época da produção da novela, 15% das ações do canal. A novela também foi exibida na Bolívia, Chile, Costa Rica, Equador, Guatemala, Honduras, Líbano, Macau, Nicarágua, Panamá, Paraguai, Peru, República Dominicana, Uruguai e Venezuela.
Em virtude do crime ocorrido, De Corpo e Alma nunca foi reprisada pela TV Globo, embora tenha sido liberada para o Vale a Pena Ver de Novo em 2000 pelo Ministério da Justiça, junto com outros títulos. Também não foi considerada para exibição no Viva, encontra-se indisponível para streaming no Globoplay e até então, não constava no projeto de resgate de novelas antigas da plataforma.
Em 11 de março de 2024, a jornalista Heloisa Tolipan publicou que a novela seria disponibilizada no Globoplay até o ano de 2027, que marcaria o encerramento do Projeto Resgate, onde tramas já exibidas na TV Globo são publicadas quinzenalmente na plataforma. Posteriormente, a emissora reafirmou o anunciado pela publicação, e negou a existência de um suposto acordo com Gloria Perez de nunca reprisar a obra.
De Corpo e Alma é a única novela do horário das 20h, exibida entre 1990 e 1999, que não foi adicionada ao Globoplay.

## Música

### Nacional
A música tema do personagem Bira era "Homem de Rua", presente no álbum homônimo de Erasmo Carlos, que a aboliu de suas apresentações depois do crime.
Capa: Maria Zilda Bethlem
| N.º | Título                        | Música           | Personagem    | Duração |  |
| 1.  | "Contrato Assinado"           | Sandra de Sá     | Simone        |         |  |
| 2.  | "Minha Tentação"              | Wando            | Helena        |         |  |
| 3.  | "Sonho Triste (Uno)"          | Julio Iglesias   | Diogo         |         |  |
| 4.  | "Bate Coração (Teu Olhar)"    | José Augusto     | Caíque        |         |  |
| 5.  | "Alguém no Céu"               | Trem da Alegria  | Júnior        |         |  |
| 6.  | "Betina"                      | André Sperling   | Betina        |         |  |
| 7.  | "Teu Olhar"                   | Hay Kay          | Tavinho       |         |  |
| 8.  | "Romance Rosa (Bachata Rosa)" | Juan Luis Guerra | Yasmin e Caio |         |  |
| 9.  | "Fora de Ordem"               | Caetano Veloso   | Reginaldo     |         |  |
| 10. | "Atrás da Porta"              | Elis Regina      | Antônia       |         |  |
| 11. | "Por Escrito"                 | Pery Ribeiro     | Stella        |         |  |
| 12. | "Homem de Rua"                | Erasmo Carlos    | Bira          |         |  |
| 13. | "Raio de Luz"                 | Simone           | Abertura      |         |  |
| 14. | "Sofrendo Por Amor"           | André Sperling   | Bia           |         |  |

### Internacional
O álbum vendeu mas de 500 mil cópias, sendo um dos mas vendidos de 1993. Principalmente após o bárbaro assassinato.
Capa: Eri Johnson
| N.º | Título                                            | Música                | Personagem    | Duração |  |
| 1.  | "Rhythm Is a Dancer"                              | Snap                  | Gino          |         |  |
| 2.  | "The One"                                         | Elton John            | Antônia       |         |  |
| 3.  | "Mama's Always on Stage"                          | Arrested Development  | Geral         |         |  |
| 4.  | "Under the Bridge"                                | Red Hot Chili Peppers | Paloma        |         |  |
| 5.  | "Am I the Same Girl?"                             | Swing Out Sister      | Geral         |         |  |
| 6.  | "Crucify"                                         | Tori Amos             | Bia           |         |  |
| 7.  | "Sexual"                                          | Goddess               | Juca          |         |  |
| 8.  | "Caruso"                                          | Lucio Dalla           | Diogo         |         |  |
| 9.  | "For Your Babies"                                 | Simply Red            | Simone e Gino |         |  |
| 10. | "Rock Me Baby"                                    | Babyroots             | Geral         |         |  |
| 11. | "Wishing on a Star"                               | The Cover Girls       | Yasmin        |         |  |
| 12. | "Sweet Ragga Music" (feat. Alex Lucas & Julio C.) | Nabby Clifford        | Geral         |         |  |
| 13. | "Hazard"                                          | Richard Marx          | Stella        |         |  |
| 14. | "Command"                                         | Traffic Lights        | Geral         |         |  |
| 15. | "Você Tá Muito Boa"                               | Clericó Con Cola      | Geral         |         |  |